# Richard Lange (Naturfreund)
Richard Lange, genannt Mäuse-Doktor oder Mäuse-Professor, (* 10. März 1888 in Altchemnitz; † 3. September 1969) war ein deutscher Lehrer, Natur- und Heimatfreund. Er war ein Pionier der Ornithologie im Raum Chemnitz und nördlichen Erzgebirge.

## Leben
Lange wurde in der damals noch selbständigen Gemeinde Altchemnitz bei Chemnitz geboren. Er besuchte die Schule und nahm anschließend einer Lehrerausbildung auf. 1924 wurde er Vorsitzender der Vereinigung Chemnitzer Ornithologen, die er bis kurz vor Ende des Zweiten Weltkrieges im Jahre 1944 leitete. Zu Beginn der 1930er Jahre übernahm er zusätzlich den Vorsitz des Chemnitzer Tierschutzvereins, der er ebenfalls bis 1944 leitete. In dieser Zeit hat er u. a. mit der planmäßigen Vogelschutzarbeit im Raum Chemnitz durch das Anbringen unzähliger Nistkästen begonnen.
1944 wurde er als Lehrer von Chemnitz nach Königswalde versetzt, wo er fortan wirkte. Dort gehörte er zu den Aktivisten der ersten Stunde und wurde Mitglied der SED. Er baute in Königswalde eine neue Schule auf, deren Direktor er als Oberlehrer wurde. In Königswalde gründete er auch den Volks- und Frauenchor, die er beide als Dirigent leitete. Ferner gründete er dort die Ortsgruppe des Kulturbundes zur demokratischen Erneuerung Deutschlands. Außerdem war er Abgeordneter der Gemeinde, Ortschronist sowie ehrenamtlicher Naturschutzhelfer und Pilzberater. Seine besondere Leidenschaft galt der Erforschung der im Erzgebirge heimischen Kleinsäuger, vor allem die verschiedenen Mäusearten. Daher auch sein obengenannten Spitzname.
Noch im hohen Alter von 75 Lebensjahren besuchte Richard Lange in Müritzhof einen Ornithologie-Lehrgang. Hochrechnungen haben ergeben, dass es während seines Lebens etwa 25.000 Vögel ehrenamtlich beringt hat.
Ab 1932 bis 1945 war Richard Lange ehrenamtlich der biologische Leiter der in Scharfenstein ansässigen Vogelschutzwarte.

## Ehrungen
- Johannes-R.-Becher-Medaille in Silber